# Club Atlético Juventud Unida (Tafí Viejo)
El Club Atlético Juventud Unida es un club deportivo argentino fundado el 25 de julio de 1930 en la ciudad de Tafí Viejo, Tucumán. En el club se practican el fútbol, básquet y vóley. Está afiliado a la Liga Tucumana de Fútbol.

## Historia

### Fundación y primeros pasos
El 25 de julio de 1930 en la ciudad de Tafí Viejo, se fundó Club Atlético Juventud Unida. En 1931 fue uno de los fundadores de la Liga Taficeña de Football, dónde obtendría el título en varias ocasiones, destacándose el año 1945 cuándo clasificó a la Copa de la República.
En 1968 la Liga Taficeña de Fútbol, se une a la competición más importante de la provincia, la Federación Tucumana, con todos sus clubes empezando a disputar dicho campeonato.

### Actualidad
Desde la creación de la Liga Tucumana, el club participa en sus distintas categorías.

## Clásico
Su clásico rival es el Club Atlético Talleres, con quién disputa el Clásico de Tafí Viejo. El club también mantiene una rivalidad con Villa Mitre, debido a su cercanía.

## Colores
Los colores del club son el azul y el blanco, aunque durante su historia también uso el color celeste, como principal. 

## Instalaciones
Su recinto deportivo se encuentra en la intersección de la avenida Perú y la calle Sarmiento, en la ciudad de Tafí Viejo, del departamento homónimo.